# جورج غرانت بليسدل
جورج غرانت بليسدل (بالإنجليزية: George Grant Blaisdell)‏ هو شخصية أعمال ومخترِع أمريكي، ولد في 5 يونيو 1895 في برادفورد في الولايات المتحدة، وتوفي في 3 أكتوبر 1978 في ميامي بيتش في الولايات المتحدة.

## وصلات خارجية
- جورج غرانت بليسدل على موقع إن إن دي بي (الإنجليزية)